# 君手摩
君手摩，亦稱君手，是琉球神道中的一位神祇。根據《中山世鑑》和《中山世譜》的說法，此神住在龍宮（大海的深淵、海的彼岸、地下），是大海和太陽的守護神，在琉球國家存亡之機降臨人間。此外，在有新國王即位時，君手摩也會降臨人間，憑依在聞得大君身上，祝福國王萬壽無疆。君手摩也會在此期間在人間隱藏身份遊歷二至七日，憑依在一個人身上說話，這個被附體的人被稱作御唄者。
君手摩一名，始見於向象賢編纂的《中山世鑑》。「君」是「祝女」的意思，「手摩」指的是祝女祈禱之際雙手合掌的意思。然而，君手摩相關的行事記載卻相當少見，因此有人認為「君手摩」不是一個神的名字，而是一個宗教儀式的名字。
早期，君手摩信仰在琉球神道中勢力很大，宗教勢力通過此信仰同世俗統治勢力對抗。祝女曾通過君手摩信仰讓尚宣威王退位，令尚真即位。尚真王即位後，將祝女的任命權收歸國王，這才壓制了祝女的勢力。